# 2003년 시카고 영화 비평가 협회상
제16회 시카고 비평가 협회상은 2003년 영화를 대상으로 2004년 1월 21일에 열린 시상식이다.

## 수상 및 후보

### 작품상
- 반지의 제왕 3 - 왕의 귀환

### 감독상
- 반지의 제왕 3 - 왕의 귀환 - 피터 잭슨 수상
- 포그 오브 워

### 남우주연상
- 사랑도 통역이 되나요? - 빌 머레이 수상

### 여우주연상
- 몬스터 - 샤를리즈 테론 수상

### 남우조연상
- 미스틱 리버 - 팀 로빈스 수상

### 여우조연상
- 에이프릴의 특별한 만찬 - 패트리시아 클락슨 수상

### 각본상
- 사랑도 통역이 되나요? - 소피아 코폴라 수상

### 외국어영화상
- 시티 오브 갓

### 촬영상
- 사랑도 통역이 되나요? - 랜스 아코드 수상

### 음악상
- 반지의 제왕 3 - 왕의 귀환 - 하워드 쇼어 수상

### 유망연기상
- 웨일 라이더 - 케이샤 캐슬 휴즈 수상
- 아메리칸 스플렌더 - 샤리 스프링어 버먼 수상
- 아메리칸 스플렌더 - 로버트 풀치니 수상